# Get Heavy
Get Heavy es el primer álbum de la banda finlandesa de hard rock Lordi. Incluye 13 canciones, y fue publicado el 1 de noviembre de 2002.
El álbum vendió 40 000 copias y consiguió el disco de platino a principios de 2003. Hoy en día, el álbum ha vendido alrededor de 68 000 ejemplares y se ha conseguido el disco multiplatino.
Get Heavy fue lanzado en los Estados Unidos y en Canadá el 13 de mayo de 2008, con la canción bonus "Don't Let My Mother Know".

## Grabación
La grabación del álbum del debut no fue un éxito sin ningún problema, ya que el productor Oksala estaba en desacuerdo con las fechas de las sesiones de estudio de la banda, incluidas las fechas de edición.
Las decisiones de los miembros de la banda eran precisas y en los momentos acordados, y no querían que la grabación se retrasase.
Oksala estaba de acuerdo en hacer el álbum, pero no siempre fue a las sesiones de estudio a la hora acordada. El álbum finalmente fue grabado en el estudio Finnvox de Helsinki.
En la composición final de la grabación del álbum hubo un cambio, ya que el bajista Magnum se separó de la banda. En su lugar, el bajista Kalma se unió a la banda. Kalma no llegó a participar en la grabación del álbum, pero aun así aparece en la portada y en la información del mismo, ya que era un lanzamiento oficial. Sin embargo, abajo de la portada del disco hay una indicación de que todas las canciones fueron realizadas por Sami Wolking.

## Música
Get Heavy fue compuesta por Tomi "Mr. Lordi" Putaansuu en los años 90 en adelante. Por ejemplo, "Would You Love a Monsterman?" fue compuesta en 1993, la cual está reflejada en la demo Napalm Market, llamada "I Would Do It All For You".
Las canciones de Get Heavy son de estilo hard rock y heavy metal. Putaansuu había planeado originalmente añadir efectos especiales a las canciones, pero finalmente los eliminó.
Todas las canciones del álbum están compuestas y escritas solamente por Mr. Lordi, exceptuando la canción "Monster Monster", compuesta por Mr. Lordi y Tracy Lipp.

## Lista de canciones
1. Scartic Circle Gathering - 1:03
2. Get Heavy - 3:02
3. Devil is a Loser - 3:31
4. Rock The Hell outta you - 3:10
5. Would you love a monsterman? - 3:05
6. Icon of dominance - 4:36
7. Not the nicest guy - 3:14
8. Hellbender turbulence - 2:47
9. Biomechanic man - 3:23
10. Last kiss goodbye - 3:10
11. Dynamite tonite - 3:15
12. Monster Monster - 3:24
13. 13 (ambiental) - 1:10

### Material bonus
14. "Don't Let My Mother Know" - 3:32 (Edición japonesa y de morteamérica)
15. Would You Love A Monsterman? (radio edit) - 03:04 (Edición japonesa)
La edición japonesa y la alemana, contienen la canción "Would You Love A Monsterman?", con un vídeo y una portada diferente de la original.

## Créditos
- Mr. Lordi - Vocalista
- Amen - Guitarrista
- Kita - Batería, coros y arreglos
- Magnum - Bajista
- Enary - Tecladista

- Kalma - Bajista (Sustituyó a Magnum después de que este dejara el grupo antes de la publicación del álbum).[4]

## Rendimiento

### Álbum
| Año  | Conteo            | Posición |
| ---- | ----------------- | -------- |
| 2002 | Finlandia (Top20) | 1        |

| Posición | 3  | 4  | 5 | 7 | 11 | 10 | 11 | 12 | 11 | 8 | 11 | 20 | 33 | 36 | 34 | 30 | 23 | 27 | 29 | 32 |
| Semana   | 21 | 22 |   |   |    |    |    |    |    |   |    |    |    |    |    |    |    |    |    |    |
| Posición | 28 | 34 |   |   |    |    |    |    |    |   |    |    |    |    |    |    |    |    |    |    |

### Sencillos
| Año  | Sencillo           | Conteo    | Posición |
| ---- | ------------------ | --------- | -------- |
| 2002 | "Devil Is a Loser" | Finlandia | 9        |

| Año  | Sencillo                       | Conteo    | Posición |
| ---- | ------------------------------ | --------- | -------- |
| 2002 | "Would You Love a Monsterman?" | Finlandia | 1        |
| 2002 | "Would You Love a Monsterman?" | Suecia    | 54       |